# Stine Knudsen
Stine Knudsen (født 27. april 1992) er en dansk venstre fløj, der spiller for København Håndbold. Hun har tidligere spillet for SønderjyskE Håndbold.
Hun har 49 U-landsholdskampe på CV'et.